# La Mancelière
La Mancelière är en kommun i departementet Eure-et-Loir i regionen Centre-Val de Loire strax norr om centrala Frankrike. Kommunen ligger i kantonen Brezolles som tillhör arrondissementet Dreux. År 2022 hade La Mancelière 152 invånare.

## Befolkningsutveckling
Antalet invånare i kommunen La Mancelière
Referens:INSEE